# Frankrijk op het Eurovisiesongfestival 2000
Frankrijk deed in 2000 voor de drieënveertigste keer mee aan het Eurovisiesongfestival. In de Zweedse stad Stockholm werd het land op 13 mei vertegenwoordigd door Sofia Mestari met het lied "On aura le ciel". Het land eindigde met 5 punten op de drieëntwintigste plaats.

## Nationale voorselectie
Net zoals het voorbije jaar, koos men er opnieuw voor een nationale finale te organiseren.
De finale werd gehouden op 15 februari 2000, in L'Olympia in Parijs.
Deze show werd gepresenteerd door Julien Lepers en Karen Cheryl.
Twaalf artiesten namen deel aan deze finale en de winnaar werd aangeduid door een mix van jury en televoting.
| Volgorde | Artiest          | Lied                                    | Plaats |
| -------- | ---------------- | --------------------------------------- | ------ |
| 1        | Jenny Zana       | "Tendresses"                            | -      |
| 2        | Stéphane Godsend | "Nous deux"                             | -      |
| 3        | Ebony            | "L'amour en noir et blanc"              | -      |
| 4        | Christophe Sarti | "C'est une très belle histoire d'amour" | -      |
| 5        | ZH               | "Tu en fais trop"                       | -      |
| 6        | Sofia Mestari    | "On aura le ciel"                       | 1      |
| 7        | Orijin           | "Autour de toi"                         | 3      |
| 8        | Gildas Thomas    | "Pense à moi"                           | -      |
| 9        | Hologramme       | "Avec des gants"                        | -      |
| 10       | Aïden Aleksander | "Maintenant"                            | -      |
| 11       | Jessica Ferley   | "Espoir"                                | 2      |
| 12       | Guillaume Eyango | "Libérez"                               | -      |
| 13       | Mademoiselle     | "SOS"                                   | -      |
| 14       | Soundkaïl        | "Jeunes solidaires"                     | -      |

## In Stockholm
In Zweden moest Frankrijk optreden als vijfde, net na Estland en voor Roemenië. Op het einde van de puntentelling werd duidelijk dat Frankrijk de drieëntwintigste plaats had behaald met 5 punten.

### Gekregen punten
Nederland en België hadden respectievelijk 2 en 0 punten over voor deze inzending.

#### Finale
| 12 punten | 10 punten | 8 punten  | 7 punten    | 6 punten |
| --------- | --------- | --------- | ----------- | -------- |
|           |           |           |             |          |
| 5 punten  | 4 punten  | 3 punten  | 2 punten    | 1 punt   |
|           |           | - Rusland | - Nederland |          |

### Punten gegeven door Frankrijk

#### Finale
Punten gegeven in de finale:
| 12 punten | Turkije    |
| 10 punten | Duitsland  |
| 8 punten  | Kroatië    |
| 7 punten  | Denemarken |
| 6 punten  | Israël     |
| 5 punten  | Rusland    |
| 4 punten  | Ierland    |
| 3 punten  | Letland    |
| 2 punten  | Nederland  |
| 1 punt    | Zweden     |